# Lavora fuscimarginata
Lavora fuscimarginata är en insektsart som beskrevs av Ronald Gordon Fennah 1949. Lavora fuscimarginata ingår i släktet Lavora och familjen Tropiduchidae. Inga underarter finns listade i Catalogue of Life.